# Sleaze metal
Lo sleaze metal è un sottogenere musicale del glam metal nato a Los Angeles verso la fine degli anni ottanta del XX secolo e caratterizzato, rispetto allo stile citato, da un suono più sporco, grezzo, e un'immagine meno androgina e più stradaiola. 
La nascita di tale stile è generalmente attribuita ai lavori di tre gruppi provenienti da Los Angeles, i Guns N' Roses, Faster Pussycat e L.A. Guns, i quali pubblicarono i loro album di debutto discografico tra il 1987 e il 1988.
Lo sleaze metal raggiunse il picco di popolarità a cavallo tra la fine del decennio e l'inizio degli anni novanta con un buon successo su MTV all'interno della scena pop metal di quegli anni; conobbe il suo declino, assieme al resto della scena hair metal, con il sopravvento del grunge.
Esistono svariati sinonimi del genere quali per esempio sleaze glam, glam sleaze, sleaze rock; in alcune recensioni può essere semplicemente usato l'appellativo sleaze o sleazy; solo alcune enciclopedie musicali italiane identificano talora tale fenomeno anche con il nome di street metal, street rock o sleazy street, termini che suggeriscono le tendenze «da strada» che contraddistinguevano il genere.
La parola sleaze o sleazy è traducibile in italiano come «sporco», «squallido» o «trasandato», indicativo del cambio di rotta dei gruppi appartenenti al genere che, sotto alcuni aspetti, iniziarono a differenziarsi per sonorità, look e atteggiamento dal resto della scena glam/hair metal.

## Storia

### Primi anni ottanta: origini

#### La scena glam e pop metal

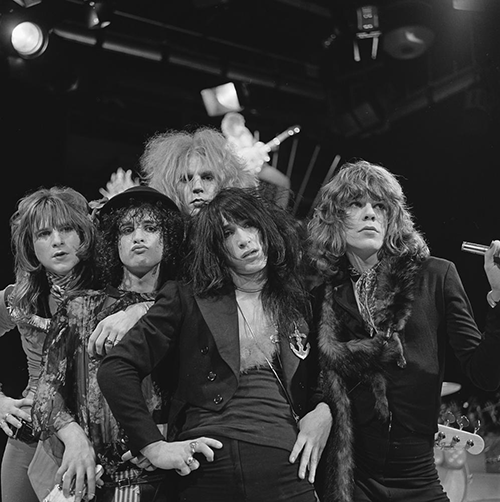
I New York Dolls nel 1973

Durante i primi anni ottanta parte della musica hard & heavy prese a indirizzarsi alla scena mainstream, complice soprattutto la nascita del canale televisivo MTV, che a partire dal 1984 contribuì notevolmente a incrementare la diffusione e popolarità del genere.
La tendenza era, in realtà, iniziata già verso la fine degli anni settanta quando alcuni gruppi della scena heavy metal — tra i più emblematici dei quali i Kiss e i Van Halen — avevano iniziato a proporre un sound più leggero e accessibile, risultando a posteriori come precursori del genere pop metal.

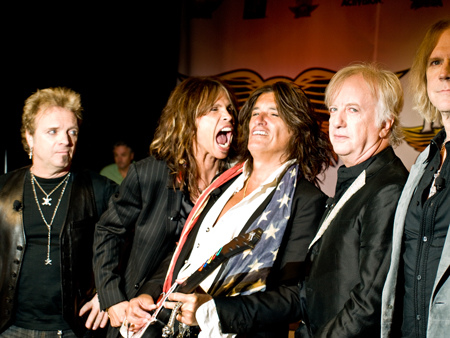
Gli Aerosmith nel 2008

Il citato pop metal fu, quindi, la forma di heavy metal più popolare del decennio a seguire, portato prevalentemente in scena da gruppi quali Mötley Crüe, Quiet Riot, Dokken, Ratt, Europe, W.A.S.P. e Twisted Sister.
Questi primi esponenti — i quali lanciarono una sorta di revival del glam in chiave heavy metal tanto da venire identificati anche come glam metal — non presentavano però particolari richiami al vero e proprio pop, limitandosi alla composizione di qualche power ballad o di un brano tendenzialmente più accattivante, radiofonico e orecchiabile che venisse proposto come hit, ma mantenendosi in genere fedele allo stile heavy metal classico. Un'eccezione a ciò era costituita dai britannici Def Leppard che, dopo un debutto alla fine degli anni settanta come gruppo legato alla New Wave of British Heavy Metal, si orientarono definitivamente su un percorso più commerciale con la pubblicazione del loro terzo album Pyromania del 1983.
Per via del loro pesante ricorso a e melodie orecchiabili sono visti come, probabilmente, i più rilevanti antesignani del prototipo di pop metal che si affermò nel prosieguo del decennio, e che guidò tra l'altro l'esplosione commerciale dell'heavy metal nello stesso periodo.
Pyromania era caratterizzato da inni dalla facile presa, una produzione cristallina, un accento sulle armonie vocali e raffinati arrangiamenti di chitarra e batteria; tutte qualità che portarono l'heavy metal alle masse provocando la comparsa di molti imitatori, alcuni dei quali iniziarono a introdurre nelle proprie sonorità elementi di ispirazione new wave come i sintetizzatori e la batteria elettronica. Altri esempi furono gli Europe con l’album The Final Countdown il cui successo non solo ridisegnò nuove tematiche e provocò delle imitazioni, ma per la prima volta fece guadagnare all'heavy metal una notevole esposizione radiofonica, e i Bon Jovi, gruppo di italoamericani del New Jersey, il cui terzo album Slippery When Wet (1986) divenne un ulteriore punto di riferimento per il genere in espansione.
Slippery When Wet rese i Bon Jovi il più grande fenomeno delle chart della seconda metà degli anni ottanta tramite un accorto lavoro di cucitura tra l'intensità e gli eccessi del metal, il romanticismo del pop e l'«autenticità» del rock, in tal modo favorendo l'espansione del genere anche verso un nuovo tipo di pubblico.
Parte della critica considera Slippery When Wet l'ideale prototipo del genere hair metal — termine emerso a posteriori solo nel decennio successivo — in cui l'immagine fotogenica e le particolari acconciature divennero importanti quanto la musica stessa per ottenere alti riscontri di vendita.
L'hair metal in definitiva rappresentò al contempo la principale tendenza, il veicolo di diffusione di massa e la degenerazione del pop metal.

#### I precursori

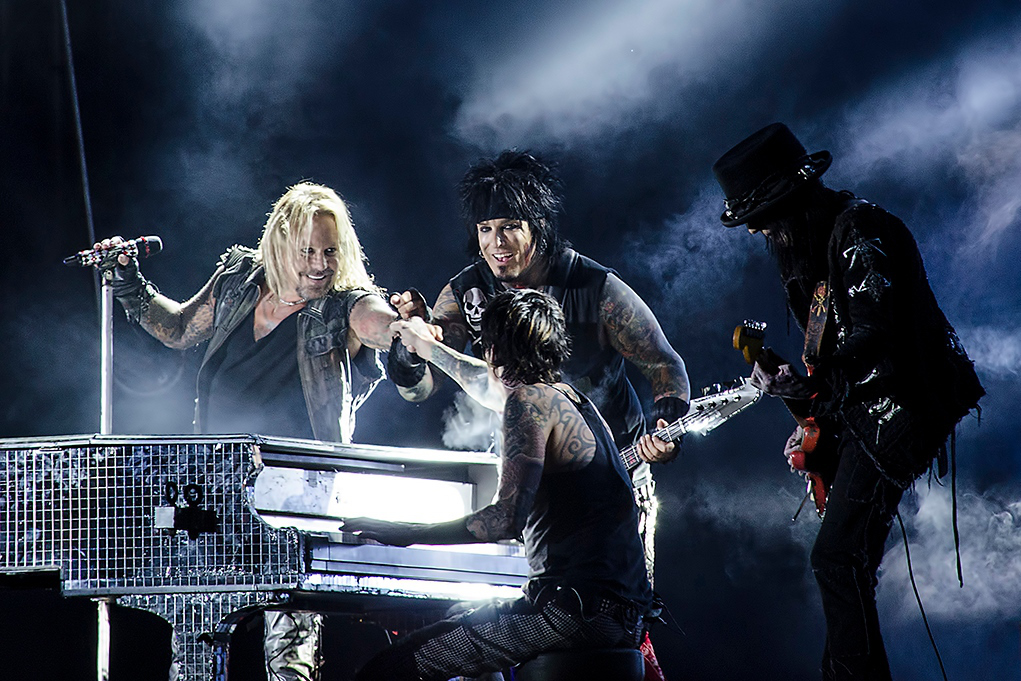
I Mötley Crüe, qui nel 2012 a Stoccolma

Nell'ambito della scena glam/hair metal americana i Mötley Crüe sono riconosciuti come i maggiori ispiratori dello sleaze metal nonché uno dei gruppi più popolari in assoluto del genere a cavallo tra gli anni ottanta e novanta, riuscendo a vincere il pregiudizio che fino ad allora vedeva incompatibile l'heavy metal con il successo commerciale.
I primi due lavori — l'album di debutto Too Fast for Love (1981) e il successivo Shout at the Devil (1982) — lasciavano trasparire un suono molto grezzo e produzioni scadenti.
Il loro entusiasmo, l'atteggiamento e la presenza scenica compensavano tuttavia la carenza di abilità tecniche e di produzioni più sofisticate.
Tutte queste peculiarità, poi via via scemate durante il decennio causa il lento scivolare del gruppo nella scena mainstream, erano il prodromo del marchio dello sleaze metal a venire e, in effetti, più di qualche critico azzardò a posteriori per i Mötley Crüe l'etichetta di sleaze metal band.
La svolta commerciale che li allontanò dalle loro radici avvenne nel 1985 con Theatre of Pain, con il quale abbandonarono l'atteggiamento simil-satanico dei primi lavori in favore di un'immagine più glam e meno insolente: il video del loro singolo Home Sweet Home, ciclicamente proposto da MTV, diede al gruppo il definitivo successo di pubblico.

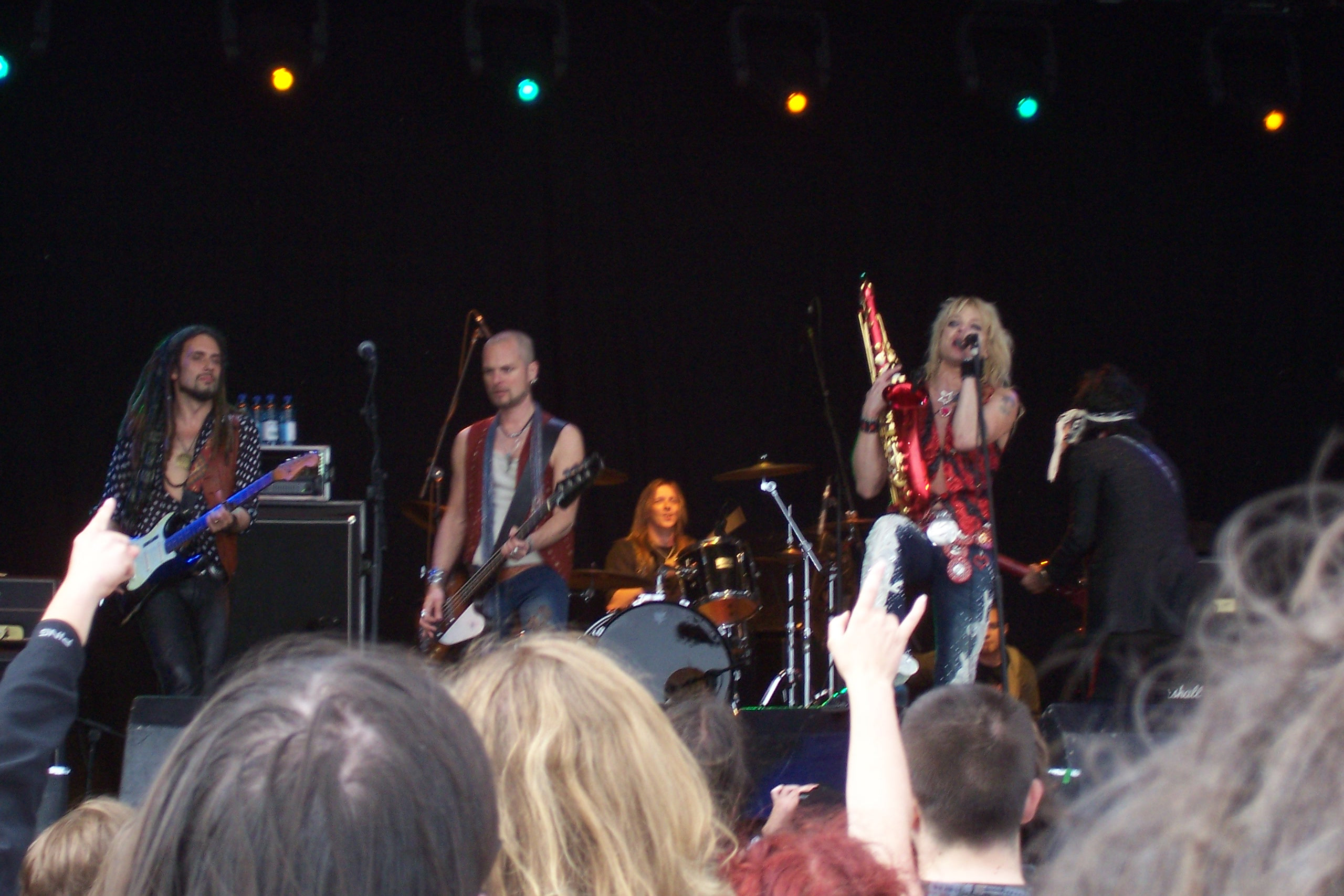
Gli Hanoi Rocks, qui a Scarborough (Regno Unito) nel 2005

Altro gruppo di fondamentale importanza per l'origine del genere furono i finlandesi Hanoi Rocks che, sebbene indicati frequentemente come «sleaze rock», in realtà ne anticiparono la nascita di diversi anni, provenendo da un ambiente completamente diverso dalla scena di Los Angeles e da questo non influenzato.
Nei primi anni ottanta essi riproposero una rivisitazione del glam in Nordeuropa in contemporanea alla scena statunitense, e furono citati come una grande influenza anche per questo stesso movimento glam metal che iniziava a diffondersi proprio grazie ai citati Mötley Crüe.
Formatosi nel 1979 a Helsinki, negli anni ottanta il gruppo guidato da Michael Monroe (al secolo Matti Fagerholm) fu riconosciuto come nuovo erede diretto dei New York Dolls grazie a sonorità e comportamenti che mescolavano il glam con il punk.
Benché citati come il miglior gruppo hard rock finlandese, il loro sound era chiaramente contaminato dalle scene punk e glam anni settanta sviluppate tra New York e Gran Bretagna.
Parte della critica, inoltre, associò gli Hanoi Rock all'heavy metal e, in particolare, proprio alla sottocorrente glam/hair metal più per l'aspetto visivo che sonoro, viste le strette similitudini estetiche con molti gruppi glam metal d'Oltreoceano.
Il loro evidente legame con il punk fu emblematico, dal momento che la futura ondata sleaze metal nordamericana avrebbe mostrato una frequente affinità con tale stile.
L'album di debutto Bangkok Shocks, Saigon Shakes, Hanoi Rocks (1981), inizialmente autoprodotto, univa l'atteggiamento tipico del movimento punk a una chiara influenza glam rock.
Tuttavia, essendo capitati a cavallo di due decenni stilisticamente opposti con la loro particolare cifra musicale, gli Hanoi Rocks risultavano fuori epoca rispetto alle tendenze di entrambi: troppo tardi per essere in linea con il primo movimento punk dei tardi anni settanta e troppo presto per essere associati all'esplosione del pop metal della seconda metà del decennio successivo.
In ragione di ciò il gruppo destinò il suo lavoro d'esordio solo sul mercato finlandese.
Con il trasferimento a Londra nel 1982 e l'incisione del secondo lavoro, Oriental Beat gli Hanoi Rocks iniziarono a guadagnare visibilità internazionale.
Incidentalmente, fu un destino tragico a legare il gruppo finnico e i Mötley Crüe: l'8 dicembre 1984, durante una pausa del tour americano degli Hanoi Rocks, il loro batterista Razzle Dingley accettò un invito del cantante dei Mötley Crüe Vince Neil a fare un giro di Los Angeles in automobile; Neill era però ubriaco e provocò un incidente stradale in cui perse la vita lo stesso Dingley e due occupanti di un'altra automobile riportarono lesioni gravi.
Gli Hanoi Rocks non superarono la perdita di Dingley e dopo cinque album e una carriera che stava iniziando a decollare si sciolsero definitivamente a maggio 1985.

### Fine anni ottanta: la nascita dellosleaze metal

#### I pionieri

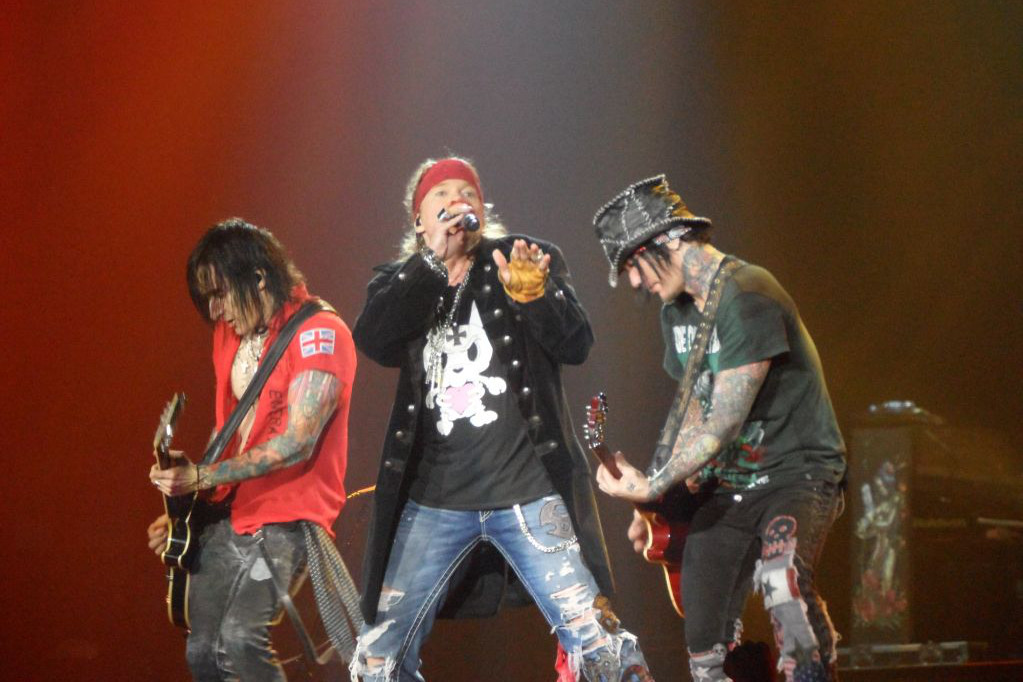
I Guns N' Roses, qui nel 2012 a Nottingham (Regno Unito)

In reazione all’abuso di sonorità e produzioni raffinate e di frequenti influenze sintetizzate, caratteristiche di un certo tipo di pop metal più orientato al melodico, parte della scena — erede diretta del glam metal dei Mötley Crüe — iniziò a prendere le distanze da tali canoni stilistici. La scuola parallela che stava nascendo propugnava un’immagine e un atteggiamento più selvaggio e stradaiolo, delle sonorità più sporche, dure e grezze che guardavano molto al passato in termini di ispirazione musicale piuttosto che alle innovazioni contemporanee. I principali riferimenti culturali dell’incipiente ondata di gruppi metal andavano cercati nei citati Mötley Crüe e Hanoi Rocks, senza trascurare l'evidentissimo omaggio a storiche realtà musicali degli anni settanta a iniziare dagli Aerosmith del primo periodo e i New York Dolls.
Si segnala inoltre l’affinità con il punk rock, genere cui molti dei citati complessi si ispiravano sia per via di un suono e un’immagine più sporca e insolente rispetto al resto della scena glam/pop metal, sia in segno distintivo rispetto alla scuola opposta del pop metal melodico/album-oriented rock.
La nascita di tale nuova variante dell'glam metal è generalmente attribuita all’avvento di tre gruppi, Guns N' Roses, Faster Pussycat e L.A. Guns, che esordirono discograficamente tra il 1987 e il 1988 imprimendo un cambio di direzione all'heavy metal mainstream.
Non sorprendentemente, tutti e tre i gruppi provenivano da Los Angeles, all’epoca al centro della scena heavy metal (in particolare della sua variante commerciale) d’Oltreoceano, oltre che della parallela e prolifica scena speed/thrash metal.

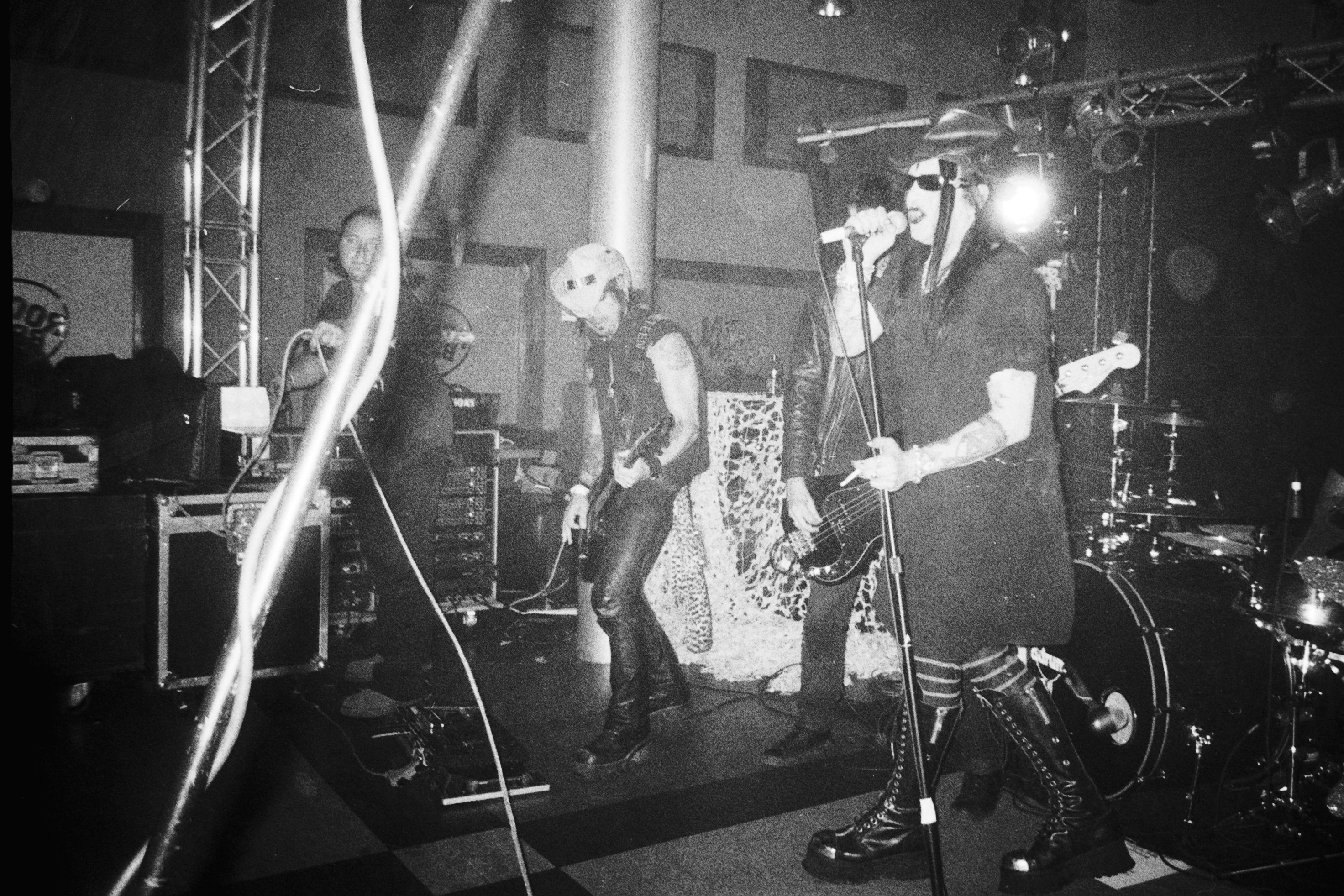
I Faster Pussycat nel 2008

Dei tre citati, i primi in assoluto a esordire furono i Guns N’ Roses, che si formarono nel 1985 come evoluzione degli Hollywood Rose e il cui nome è un omaggio a detto gruppo e ai L.A. Guns, da cui alcuni suoi musicisti provenivano.
La line-up stabile Axl Rose — Slash — Izzy Stradlin — Duff McKagan — Steven Adler pubblicò a maggio 1986 un EP con quattro tracce dal vivo intitolato Live ?!*@ Like a Suicide, contenente cover degli Aerosmith e Rose Tattoo, che fu distribuito in 10 000 copie; fu, tuttavia, Appetite for Destruction, uscito il 21 giugno 1987, l'album del loro effettivo esordio, con il quale si esplicitò la comparsa dello sleaze metal.
Appetite raggiunse il primo posto della Billboard Hot 100 solo nel 1988, ribadendo una volta di più quanto l'heavy metal stesse andando sempre più affermandosi come il genere più popolare ed eccitante del panorama musicale mondiale.

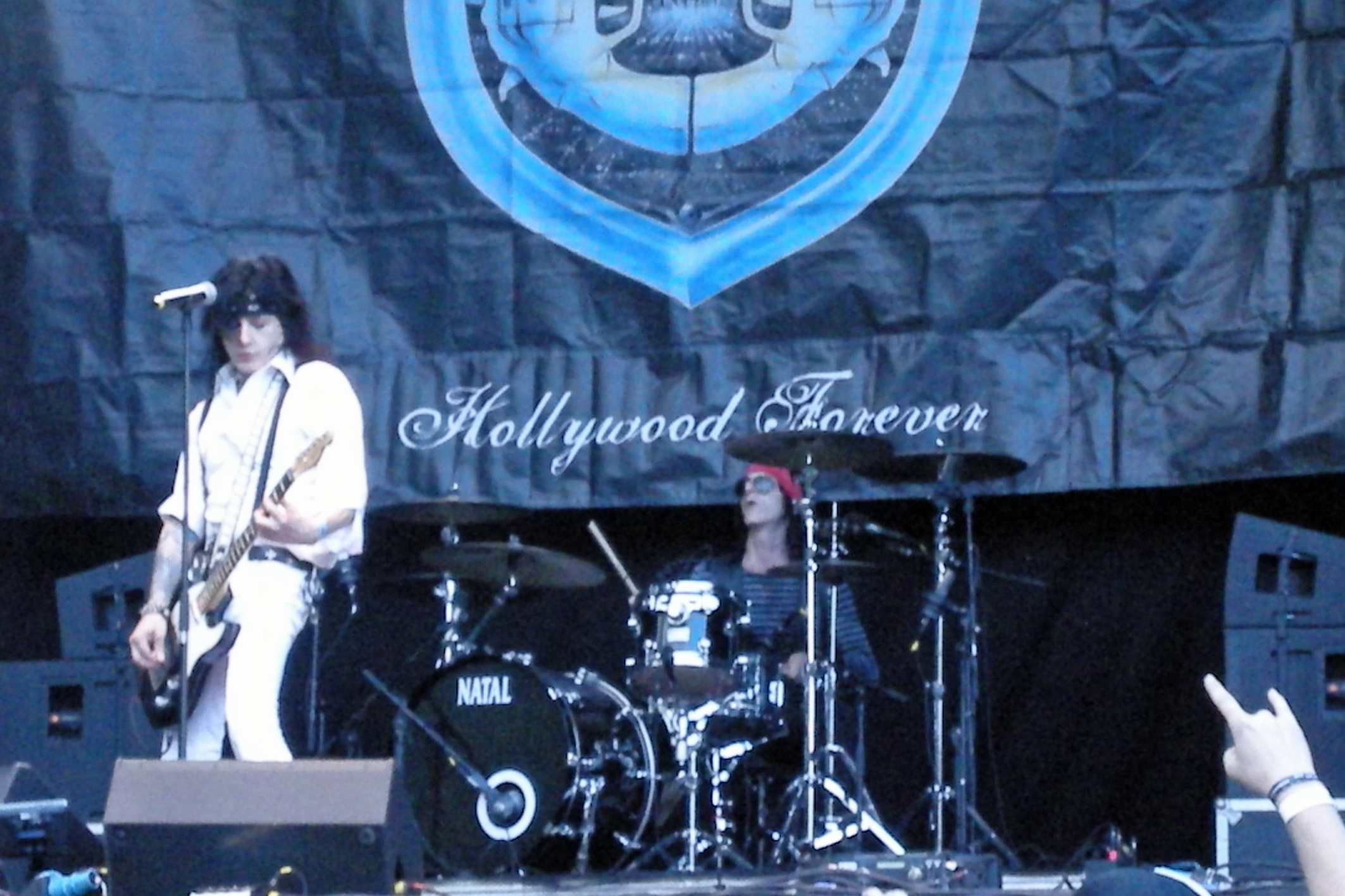
Gli L.A. Guns, qui allo Skogsröjet (Svezia) nel 2012

Due settimane più tardi dei Guns N' Roses i Faster Pussycat — il cui nome è un omaggio al cult movie del 1965 Faster, Pussycat! Kill! Kill! con Tura Satana — con la formazione Taime Downe (co-proprietario del club losangelino Cathouse), Brent Muscat, Greg Steele, Kelly Nickels e Mark Michals, debuttarono il 7 luglio 1987 con un album eponimo che si aggregò d'ufficio al filone sleaze dei loro colleghi: il loro stile, infatti, era paragonabile a quello dei Guns N' Roses ed entrambi presentavano richiami e omaggi ai citati predecessori Mötley Crüe, Hanoi Rocks e Aerosmith; si differenziavano dai Guns per un atteggiamento più vivace e festaiolo rispetto al suono dei primi più ruvido, urbano e metallico.
Il tutto rendeva la loro musica più divertente e accattivante, benché sporcata dalla rauca voce di Taime Downe.
Rispetto ai Guns N' Roses, tuttavia, i Pussycat conobbero un successo commercialmente più limitato a dispetto dell'influenza che esercitarono; con l'avvento sulla scena dell'alternative rock la fama del gruppo svanì e nel 1993 giunse lo scioglimento.
Il terzo gruppo a influenzare l'avvento dello sleaze metal fu quello degli L.A. Guns, fondato nel 1983 dal chitarrista Tracii Guns: alle origini la formazione vantava la presenza di un giovane Axl Rose prima che questi, insieme a Stradlin, prendesse un'altra strada e desse vita agli Hollywood Rose (progenitori e creditori culturali, come detto, dei citati Guns N' Roses).
Dopo varie vicissitudini gli L.A. Guns si presentarono al disco d'esordio nel 1988 con Phil Lewis, Tracii Guns, Mick Cripps, Kelly Nickels e Nickey Alexander.
Così come per i Faster Pussycat, anche l'album di debutto dei L.A. Guns fu un eponimo che consolidò l'ascesa del fenomeno sleaze metal.
L'album presentava un suono rabbioso, violento, veloce e ruvido poche volte in precedenza udito da un gruppo glam metal dai tempi di Shout at the Devil, album del 1983 dei Mötley Crüe.
Inni feroci come No Mercy, Sex Action, One More Reason e Bitch Is Back si alternarono a più commerciali ma allo stesso modo accattivanti come Electric Gypsy e Down in the City.
Nonostante lo stile contrastante con il resto dell'album, One Way Ticket si rivelò un'efficace power ballad che confermò come lo sleaze affondasse le proprie radici nel pop metal.

#### L'impatto diAppetite for Destruction
Appetite for Destruction garantì ai Guns N' Roses un successo di gran lunga superiore a quello ottenuto da altri gruppi sleaze metal.
Il lavoro d'esordio del gruppo viene considerato tuttora, sotto certi aspetti, il migliore album heavy metal dell’ultimo scorcio di anni ottanta.
Non mancò chi arrivò ad affermare che il successo di vendita dell'album e l'influenza di cui esso godette ebbe l'effetto di resuscitare l'industria musicale dell'epoca, anche se l'entusiasmo di tali critici fu controbilanciato dallo scetticismo di altri loro colleghi che, meno enfaticamente, sollevarono l'attenzione sul fatto che anche altri album hair metal contemporanei, con uno stile decisamente opposto in termini di sonorità (melodie più orecchiabili e raffinate, e tastiere in evidenza), avevano raggiunto livelli di vendita elevatissimi: si citino quale esempio Hysteria, lavoro del 1987 dei Def Leppard, e il già citato Slippery When Wet dei Bon Jovi: quest'ultimo, in particolare, era risultato l'album più venduto del 1987, superando inizialmente Appetite.
Non a caso si tende, infatti, ad ascrivere a detto Slippery When Wet il lancio del fenomeno hair metal, con ciò sancendo il passaggio al mainstream del pop metal.
Lungi quindi dall'oscurare gli altri generi e dominare il filone hair/pop metal, lo sleaze metal lo affiancò e non inficiò il successo delle varianti marcatamente melodiche e più commerciali: parallelamente, gruppi come Warrant, FireHouse, Whitesnake, Mr. Big, White Lion, Winger e molti altri, erano destinati da lì fino ai primi anni novanta a conoscere un'enorme visibilità internazionale e un grande successo commerciale, molto spesso superiore a quello di molti rappresentanti del neonato fenomeno.
Appetite costituì, comunque, un importante punto di svolta per l'hard rock di fine anni ottanta: fu descritto come «sporco, oltraggioso, immorale» in un'epoca in cui il glam metal esaltava nient'altro che il divertimento.
Apparentemente i Guns N' Roses parevano esaltare gli stessi feticci dei loro contemporanei, ovvero «sesso, droga e rock & roll», ma nei loro brani affioravano visioni più pessimiste, dal momento che Axl Rose e compagni non vedevano troppo divertimento tra le periferie di Los Angeles popolate da schiere di metalhead teppisti, prostitute, alcolisti e criminali.
Al pari dei testi, anche la musica era «inquietante e arrogante», più orientata a un suono duro, grezzo e blueseggiante preso in prestito dall'hard rock anni settanta di Aerosmith e AC/DC, con poco e nullo riguardo nei confronti dei gruppi fotocopia della prima metà degli anni ottanta.
Si trattava di un sound grezzo e primordiale, che aggiungeva grinta a temi già cupi di loro.
Anche il loro look, benché avesse diversi punti in comune con quello di altri gruppi glam metal, risultava più spartano e trasandato.
La copertina della prima versione dell'album raffigurava un robot che violenta una ragazza; fu quasi subito censurata e ritirata ma l'operazione, lungi dal compromettere l'immagine del gruppo, non fece altro che accrescerne ulteriormente la fama.
Le cifre del successo di Appetite for Destruction hanno pochi paragoni: con il tempo si rivelò uno degli album più venduti di tutti i tempi nonché, ancora al 2018, quello più venduto del gruppo oltre a essere il quarto miglior album d'esordio di sempre per esito commerciale, il primo all'epoca.
In aggiunta a ciò figura al 62º posto della classifica dei 500 migliori album della storia secondo Rolling Stone («Al confronto dei Guns N' Roses gli altri gruppi metal degli anni ottanta apparivano come degli impomatati velleitari, e pure loro [i Guns] lo sapevano».
Restringendo il campo alle statistiche di genere, al 2008 Appetite risultava, con 28 milioni di copie vendute, il terzo album hard rock/heavy metal più venduto della storia a pari merito di Slippery When Wet dei Bon Jovi, preceduti da Led Zeppelin IV con 37 milioni e Back in Black degli AC/DC con 49 milioni.
Appetite e Slippery When Wet condividono, con i loro 28 milioni di album, il primato di vendite limitatamente al genere hair/pop metal davanti a Hysteria dei Def Leppard con 20 milioni.

#### L'esplosione
Sulla scia del debutto musicale dei tre citati gruppi lo sleaze metal si espanse nell'area di Los Angeles e dintorni, trovando numerosi emuli e seguaci: già nel 1988 debuttarono i nippo-americani Cats in Boots con un demo, Demostration: East Meets West, i Jetboy con Feel the Shake e i Roxx Gang con Things You've Never Done Before.
Quell'anno i Guns n'Roses tornarono sul mercato discografico con G N' R Lies, sostanzialmente una ristampa del loro primo EP Live ?!*@ Like a Suicide con l'aggiunta di quattro brani acustici uno dei quali, You're Crazy, già parte di Appetite for Destruction.
Il testo di una delle tracce del nuovo album, One in a Million, scatenò polemiche a causa di citazioni ritenute offensive per neri, omosessuali, poliziotti e immigrati.

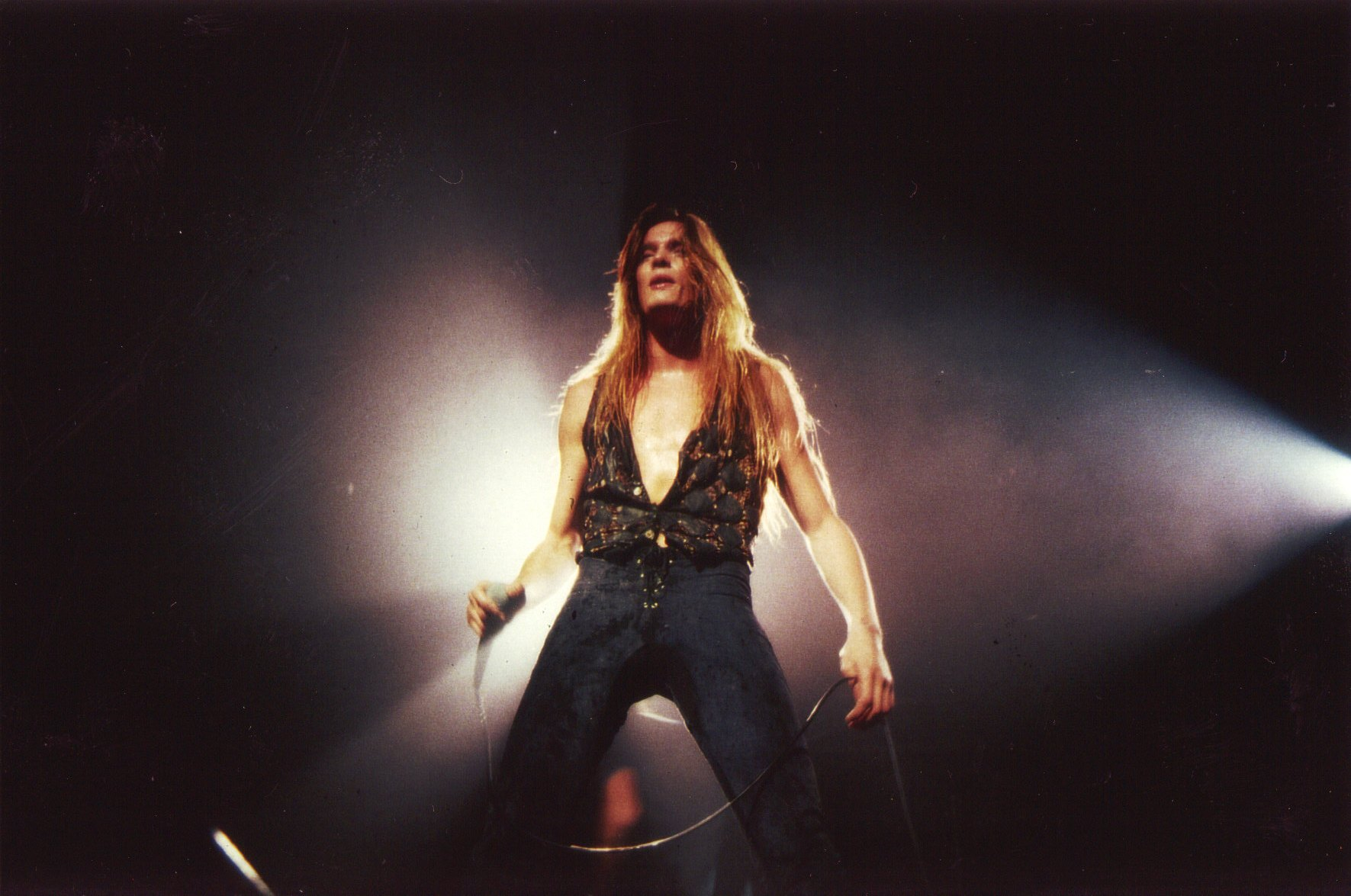
Sebastian Bach, frontman degli Skid Row

L'espansione del fenomeno continuò nel 1989 con il ritorno discografico degli altri due compagni d'avventura dei Guns N' Roses: gli L.A. Guns pubblicarono la loro opera seconda Cocked & Loaded, a metà strada tra lo stile urbano e insolente dei Guns N' Roses e il classico glam metal festaiolo dei Mötley Crüe.
Il singolo Never Enough ottenne un buon successo su MTV, mentre The Ballad of Jayne entrò in Top 40.
I Faster Pussycat ottennero un rilevante successo in classifica con Wake Me When It's Over, che vinse il disco d'oro grazie a un suono più morbido e commerciale e al singolo da Top 40 House of Pain che a posteriori divenne il disco più fortunato del gruppo.
Lo stesso anno segnò l'esordio dei Sea Hags, dei Vain e dei Dangerous Toys (spesso considerati cloni dei Guns N' Roses, anche per via della similitudine vocale del cantante Jason McMaster) assieme a una schiera di nuove comparse che caratterizzarono il nuovo glam metal crudo ed essenziale dei fine anni ottanta, e che a cavallo tra i due decenni andavano moltiplicandosi.

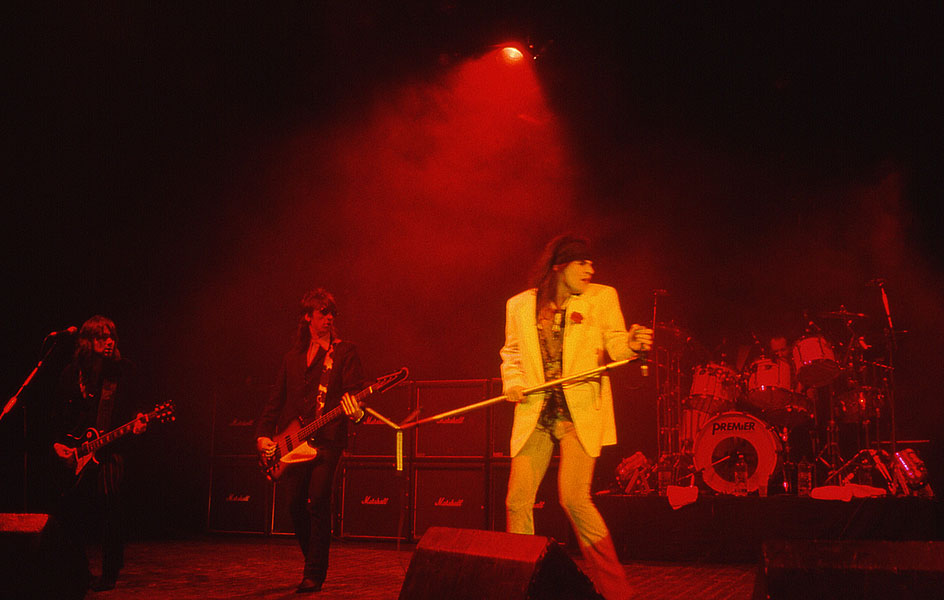
I Quireboys all'Hammersmith Odeon di Londra nel 1993

Il 1989 fu anche l'anno in cui Michael Monroe, trasferitosi a Los Angeles dopo la dissoluzione degli Hanoi Rocks, pubblicò il suo secondo album, Not Fakin' It, nel video del cui primo singolo da esso estratto, Dead, Jail or Rock 'N' Roll spiccava la partecipazione straordinaria di Axl Rose.
Benché in genere non inclusi nello sleaze metal, anche sodalizi quali gli Skid Row con l'eponimo album del 1989 sono accostabili a tale filone, all'interno del quale furono uno dei gruppi dalle sonorità più dure a trovare successo commerciale durante la dilagante moda delle hair band del periodo.
Il loro sound era, infatti, descrivibile come un incrocio tra Mötley Crüe, Guns N' Roses, L.A. Guns e Bon Jovi, con l'energia nichilista del punk.
Gli influssi stilistici provenienti da alcuni gruppi sleaze e glam e, in parte, dal punk (incisero diverse cover punk in quel periodo) potevano confermare la loro vicinanza a tale movimento.
Lo sleaze toccò anche l'Europa con alcune formazioni britanniche, tra cui i Quireboys e i Tattooed Love Boys — questi ultimi ispiratisi a New York Dolls, Ramones e Hanoi Rocks — o scandinave quali per esempio gli svedesi Nasty Idols — il cui stile omaggiava Bon Jovi e Whitesnake — oppure ancora gli svedesi, ma trapiantati a Los Angeles, Shotgun Messiah, che abbracciarono lo sleaze nel 1991 con il loro secondo lavoro in studio, Second Coming, ispirato chiaramente ai padri nobili dello stile anche senza raggiungerne impatto e successo commerciale.
Insolito caso di ibridazione euro-americana furono altresì i Princess Pang, gruppo heavy metal basato a New York composto da elementi statunitensi, tra cui la vocalist Jeni Foster, e svedesi, messisi in luce con il loro primo (e unico) album Any Way You Want It (1989), che nonostante i favori della critica fu quasi misconosciuto.

#### Conseguenze
Una volta consolidato, il fenomeno sleaze metal favorì lo sviluppo di una nuova scena hard rock alternativa al glam/hair metal, dai toni più sporchi e più blues.
La costante dei nuovi gruppi che andavano emergendo nel filone era l’ispirazione al sound del passato, in particolare agli anni settanta (il southern rock dei Lynyrd Skynyrd, l'hard rock degli AC/DC).
Tra di essi possono essere citati gli Junkyard, fondati da ex componenti di alcuni gruppi hardcore punk quali Big Boys, Dag Nasty, Minor Threat; i Little Caesar, limitati nel loro successo da un look aggressivo e sgradevole per il periodo; i Johnny Crash; il supergruppo Dirty White Boy; i Rhino Bucket (considerati cloni degli AC/DC dell'era Bon Scott); i Four Horsemen (con ex membri di Zodiac Mindwarp, the Cult e D.O.A.); o Jackyl dalla Georgia.

### Inizio anni novanta: il declino
La scena sleaze, come del resto quella di riferimento hair/pop metal, ha una data-simbolo di inizio declino: il 24 settembre 1991, data d'uscita di Nevermind dei Nirvana, album seminale che segnò l'avvento della scena grunge che nel breve arco di un triennio avrebbe cancellato tutte le propaggini esteticheggianti dell'heavy metal.
Travolte dal fenomeno grunge, molte sleaze e hair band dovettero affrontare cambiamenti, spesso di facciata quando non di stile musicale; altre si sciolsero una volta perso il sostegno delle major discografiche che non vedevano più in loro una fonte di guadagno.
Quando il grunge aveva preso piede in pianta stabile molti gruppi della vecchia scena sleaze metal erano già defunti; oltre ai citati L.A. Guns, Faster Pussycat, Dangerous Toys, Vain, Jetboy, si trovano anche fenomeni da uno o due album come Every Mother's Nightmare, Shotgun Messiah, Sea Hags, Roxx Gang, Electric Angels, Beau Nasty, Kill for Thrills o Salty Dog.
Di fatto, gli unici del vecchio filone che — a stento — sopravvissero a tale fase furono i Guns n' Roses, benché a costo di gravi tensioni interne e atteggiamenti dittatoriali del leader Axl Rose che portarono alla perdita di tutti gli elementi del gruppo tranne egli stesso.
La fine del gruppo coincise con l'uscita di The Spaghetti Incident?, album interamente composto da cover, in gran parte di pezzi punk rock, lontani sia dallo spirito dell'originale che persino da quello di Appetite for Destruction.
Pop, hair e sleaze metal si estinsero definitivamente a metà decennio.
A sopravvivere al fenomeno alternative/grunge furono quelle frange dell'heavy metal non scivolate da un lato nell'album-oriented rock e, dall’altro, nel mainstream come il British metal, filone britannico che ha superato sia gli anni novanta che il nuovo millennio giungendo fino ai duemiladieci con gruppi quali i Motörhead, scioltisi solo per la morte del loro front-man, e gli Iron Maiden.

### Anni duemila: ilrevival
Anticipato a fine anni novanta dai losangelini Buckcherry, esordienti nel 1999 e presto invitati dagli australiani AC/DC ad aprire i loro concerti, a inizio nuovo millennio giunsero, in particolare dalla Svezia, gruppi di rivisitazione dell'hair e, in particolare, dello sleaze metal.
Tra i fautori del revival sleaze figurano i Crashdïet di Stoccolma gli Hardcore Superstar di Göteborg i Vains Of Jenna di Falkenberg e i Backyard Babies di Nässjö.

## Caratteristiche e contaminazioni
(Metallus, p. 13)
(Signorelli 2000)

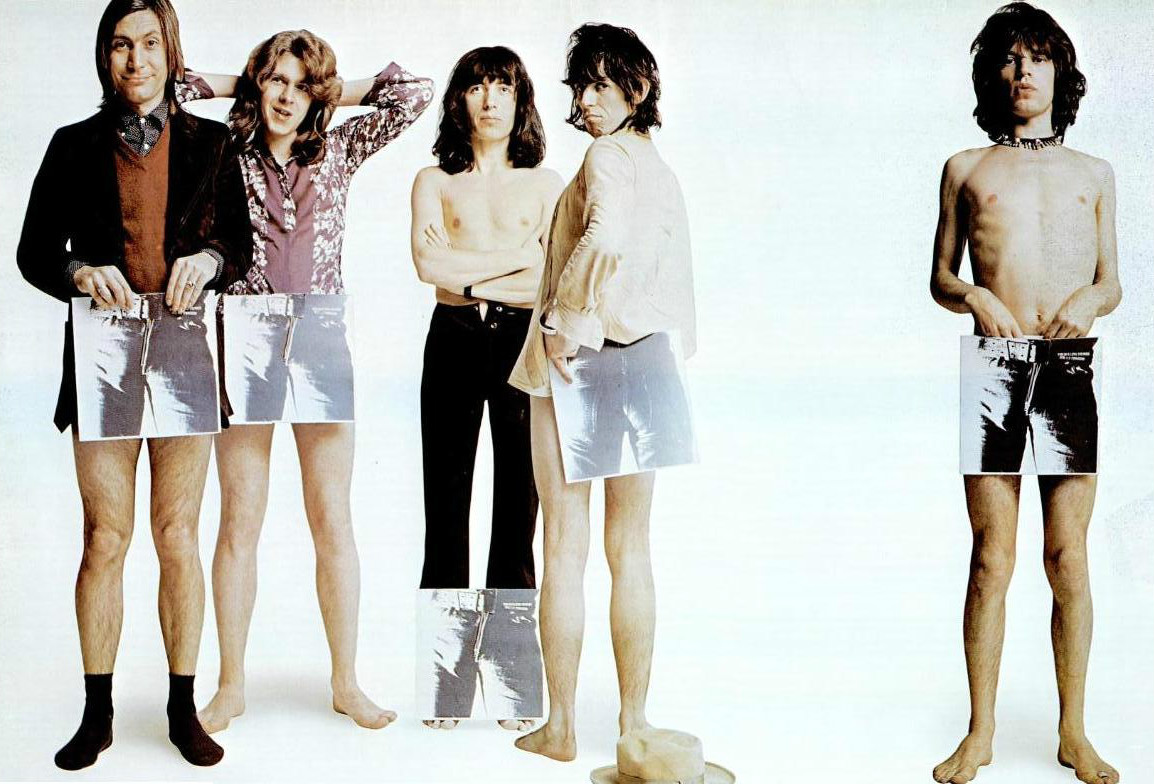
I Rolling Stones, qui su un numero di Billboard del 1971, considerati tra le primitive influenze dello sleaze

Come detto, i due gruppi più influenti della prima ondata che portò al glam metal sono i New York Dolls e gli Aerosmith.
I Dolls, nati a New York nel 1971, erano tra i gruppi più trasgressivi dell'epoca: esponenti del movimento glam rock e fortemente ispirati ai Rolling Stones, anticiparono la nascita del punk rock tanto da venirne riconosciuti tra i principali precursori.
I loro atteggiamenti effeminati, il suono marcio e rumoroso e le loro esibizioni oltraggiose influenzarono su entrambe le sponde dell'Atlantico generazioni di musicisti, i quali in seguito avrebbero fondato i primi gruppi punk rock ma ebbero anche modo di contaminare parte della scena heavy metal degli anni ottanta, specie quella più orientata sul glam; nel decennio successivo i Dolls trovarono molti emuli nella Sunset Strip di Los Angeles e, a posteriori, la critica usò il termine sleaze nei loro confronti, benché solo anticipatori di tendenze e aspetti che il genere avrebbe evidenziato oltre dieci anni più tardi.
In realtà il termine sleaze o sleazy rock già era stato talora usato per indicare il loro glam «sporco», ben prima dello sleaze metal di Los Angeles.
Gli omaggi ai New York Dolls erano evidenti: il nome dei citati Jetboy era ispirato all'omonimo titolo della traccia di chiusura del loro eponimo album di debutto (1973), mentre gli Shotgun Messiah inclusero in Second Coming una reinterpretazione di Babylon, dal secondo album dei Dolls Too Much Too Soon; dallo stesso album i Guns N' Roses riproposero invece la reinterpretazione di Human Being all'interno di The Spaghetti Incident?
Per quanto riguarda altresì gli Aerosmith, anch'essi sono considerati seminali.
È opinione comune che la maggior parte dei gruppi della scena sleaze glam metal dei tardi anni ottanta fosse plasmata sulla loro immagine, in particolare di quella di fine anni settanta.
Anche per gli Aerosmith si è speso spesso il termine sleaze (o sleazy), a conferma di come il loro atteggiamento e il loro sound, sporco e grezzo, abbiano modellato il glam metal americano.
I Guns N' Roses per primi misero in evidenza tali contaminazioni e, per omaggiarli, ne reinterpretarono Mama Kin nell'EP d'esordio Live ?!*@ Like a Suicide.
Benché indiretta, anche ai Rolling Stones è ascritta un'influenza sullo sleaze.
Gli Stones, infatti, figurano tra i principali modelli che ispirarono sia i Dolls che gli Aerosmith, che subdiffusero in America l'impatto stilistico del gruppo britannico di Mick Jagger e compagni; i primi a raccogliere tale influsso furono, ancora una volta, i Guns N' Roses e i Faster Pussycat.
Il collegamento stilistico e l'omaggio dei Guns agli Stones si evidenzia in una loro cover di Sympathy for the Devil, inciso per la colonna sonora del film Intervista col vampiro del 1994; grazie al loro Appetite for Destruction, inoltre, ai Guns N' Roses fu attribuito lo stesso impatto sul metal americano che gli Stones ebbero sul rock britannico.